# De l'Orc pour les braves
De l'Orc pour les braves est un jeu de cartes créé par Bruno Faidutti et Alan R. Moon en 2003 et édité par Asmodée.
Pour 4 à 7 joueurs, à partir de 10 ans pour environ 40 minutes.

## Principe général
La guerre ravage la contrée depuis bien longtemps mais cette fois, la bataille décisive va bien avoir lieu. Les seigneurs de guerre ont fourbi leurs plans, les connétables ont leur ordres de marche, les sénéchaux ont vérifié le moindre bouton de guètre ; les hommes sont prêts à l'affrontement final. Qu'ils appartiennent à des bandes d'orcs, de nains, de brigands, ou d'hommes rats, les soldats sont prêts à en découdre, il ne reste plus qu'à savoir pour qui ! Le jeu se déroule en plusieurs manches qui permettront aux joueurs de se constituer des armées, avant de tenter d'engranger des points en affrontant les armées des autres joueurs. À chaque manche, l'un des joueurs fait office de donneur, et répartit une à une toutes les cartes du jeu sur la table, en douze tas distincts. pour les autres joueurs, il s'agira d'avoir l'œil pour repérer quel tas offre les meilleurs combinaisons et ne pas se tromper dans son recrutement. lorsque toutes les armées auront trouvé preneur, elles pourront s'affronter. mais attention, des cartes mercenaires pourront venir troubler l'ordre établi !